# Лудвиг II фон Глайхен-Бланкенхайн
Лудвиг II фон Глайхен-Бланкенхайн (на немски: Ludwig II von Gleichen-Blankenhain; † 29 април 1522) е граф на Глайхен-Кранихфелд.

## Произход
Той е син на граф Карл I фон Глайхен-Бланкенхайн († 1495) и съпругата му графиня Фелицитас фон Байхлинген († сл. 1498/1500), дъщеря на граф Йохан фон Байхлинген († 1485) и Маргарета фон Мансфелд († 1468). Внук е на граф Лудвиг I фон Глайхен-Бланкенхайн († 1467) и втората му съпруга Катерина фон Валденбург († 1494). Майка му се омъжва втори път 1498 г. за граф Ернст IV фон Хонщайн-Клетенберг († 1508). Брат е на Волфганг († 28 май 1551), граф на Глайхен-Бланкенхайн-Еренщайн.
Лудвиг II фон Глайхен-Бланкенхайн-Кранихфелд умира на 29 април 1522 г. и е погребан в Бланкенхайн.

## Фамилия
Лудвиг II се жени за Магдалена Ройс фон Плауен († 8 декември 1521), внучка на Хайнрих IX фон Ройс-Грайц († 1476), дъщеря на Хайнрих IX/XIII 'Средни', фогт фон Ройс-Плауен, господар на Кранихфелд († 1526/1539) и Катарина фон Глайхен († сл. 1509). Те имат децата:
- Карл III фон Глайхен-Бланкенхайн († 25 декември 1599), граф на Глайхен-Кранихфелд-Бланкенхайн, женен I. на 12 февруари 1548 г. за графиня Валбург фон Хенеберг-Шлойзинген (* 31 октомври 1516; † 16 април 1570), II. на 6 януари 1572 г. в Кранихфелд за графиня Фелицитас фон Хоенлое-Валденбург (* 1538; † 1 март 1601)
- Кристоф фон Глайхен-Бланкенхайн († 1 август 1515)
- Волфганг Зигмунд фон Глайхен-Бланкенхайн († 28 септември 1554), граф на Глайхен, женен 1552 г. за графиня Доротея фон Мансфелд († 1560)
- Лудвиг III фон Глайхен-Бланкенхайн († 19 октомври 1586), женен за Анна фон Кирхберг